# كيني أندرسون (كرة سلة)
كيني أندرسون (بالإنجليزية: Kenny Anderson) مواليد 9 أكتوبر 1970 في كوينز، هو لاعب كرة سلة أمريكي سابق بدأ مسيرته الاحترافية في سنة 1991 ويحمل الرقم 7, 12, 17, 13. يبلغ طوله 6 قدم 0 بوصة (1.8 م). اعتزل اللعب في 2006.

## فرق لعب لها
- بروكلين نتس
- شارلوت هورنتس
- بورتلاند ترايل بلايزرز
- بوسطن سيلتكس
- نيو أورلينز بيليكانز
- إنديانا بايسرز
- أتلانتا هوكس
- لوس أنجلوس كليبرز
- زالغيريس لكرة السلة

## الميداليات
| الميدالية | المسابقة                         |
| --------- | -------------------------------- |
| برونزية   | بطولة كأس العالم لكرة السلة 1990 |

## روابط خارجية
- كيني أندرسون على موقع الاتحاد الدولي لكرة السلة (الإنجليزية)
- كيني أندرسون على موقع إن بي أي (الإنجليزية)
- كيني أندرسون على موقع سبورتس رفرنس (الإنجليزية)
- كيني أندرسون على موقع كرة السلة الأوروبية.كوم (الإنجليزية)
- كيني أندرسون على موقع كلية كرة السلة في سبورتس رفرنس.كوم (الإنجليزية)
- كيني أندرسون على موقع ريلجم (الإنجليزية)
- كيني أندرسون على موقع بروبوليرز (الإنجليزية)
- كيني أندرسون على موقع سبورتس رفرنس (الإنجليزية)